# Mike Stud
Mike Stud (profesjonalnie znany jako Mike, stylizowany jako mike.) właśc. Michael Francis Seander (ur. 30 października 1998 w Cranston) – amerykański raper, piosenkarz i były baseballista. Jego pierwsze muzyczne uznanie nastąpiło wraz z wydaniem singla „College Humor”, który nagrał w GarageBand, gdy był miotaczem zastępczym na Uniwersytecie Duke.

## Wczesne życie
W 2006 roku Seander ukończył St. Raphael Academy w Pawtucket w stanie Rhode Island. O wzroście 6 ft 2 in (ok. 1,87 m), zajmował się zarówno baseballem, jak i koszykówką i został wybrany Graczem Roku 2006 Gatorade w stanie Rhode Island, co zapewniło mu stypendium sportowe na Uniwersytecie Duke. Seander zdobył ogólnostanowe wyróżnienie drugiej drużyny w koszykówce po zdobyciu średnio 21 punktów i 7 zbiórek jako senior. Jako junior zdobył dla Saints rekord 8-2 z 0,72 ERA i 88 strikeoutami. W swoim senior sezonie ustanowił rekord 9-2, ERA wynoszący 0,91 i zdobył 107 punktów w drodze do tytułu Gracza Roku Gatorade i Gracza Roku Louisville Slugger na Rhode Island.

## Kariera baseballowa

### Duke University
Seander studiował na Uniwersytecie Duke w Durham w Karolinie Północnej, grając w baseball dla Duke Blue Devils. W Duke współpracował z obecnym miotaczem New York Yankees, Marcusem Stromanem, który później pojawił się na remiksie tytułowego utworu z albumu Mike'a z 2016 roku „These Days”. W 2007 roku Seander obronił dziewięć meczów w 28 występach i uzyskał ERA na poziomie 1,61 (najniższy w historii baseballu na Duke University). Te dziewięć obron było piątym najwyższym wynikiem w historii szkoły i czwartym najlepszym wynikiem w ACC w tym sezonie. Pod koniec sezonu, Seander został Louisville Slugger i Rivals.com Freshman All-American. Pochodzący z Rhode Island spędził lato w 2007 r. jako zawodnik drużyny Newport Gulls w lidze NECBL. W 2008 roku Seander zagrał w zaledwie trzech meczach z powodu zapalenia ścięgna łokcia osiągając rekord 2-0 z ERA na poziomie 4.05 i 6 2⁄3 zmian. Kontuzja ta będzie później wymagać rekonstrukcji więzadła pobocznego łokciowego. Latem 2008 roku grał w drużynie Wareham Gatemen z Cape Cod Baseball League. Po opuszczeniu całego sezonu 2009 powracając do zdrowia po operacji, Seander po raz drugi pojawił się na liście ACC Academic Honor Roll w 2010 roku, występując w dziewięciu meczach dla Duke Blue Devils, wyatuowując dziewięć i zaliczając 82⁄3 zmian.

### Georgetown University
W 2010 roku Mike przeszedł do Uniwersytetu Georgetown w Waszyngtonie, aby grać dla drużyny baseballowej Georgetown Hoyas. W 21 występach osiągnął ERA na poziomie 4,29 z 16 strikeoutami i 1 obroną w 21 zmianach. Ukończył studia z zakresu zarządzania sportem.

## Kariera muzyczna

### 2010–2012:College HumoriA Toast To Tommy
Podczas dochodzenia do siebie po kontuzji, Mike postanowił zainteresować się tworzeniem muzyki, żeby zabić czas. W grudniu 2010 roku Stud wydał teledysk do „College Humor”. Stud stwierdził, że pierwotnie stworzył ten utwór jako żart dla swoich kolegów z drużyny baseballowej. Od momentu premiery, teledysk wyświetlono ponad 2,7 miliona razy (stan na lipiec 2024 r.).
3 sierpnia 2012 roku Mike wydał swój pierwszy mixtape – A Toast To Tommy – który zawierał jego viralowy hit „College Humor”. Album zadebiutował na 71. miejscu listy Billboard Top R&B/Hip-Hop Albums.

### 2013–2015:ReliefiCloser
13 maja 2013 roku Mike wypuścił swój pierwszy album studyjny Relief. Album okazał się być wielkim sukcesem, osiągając 1. miejsce Billboard US Top Heatseekers, 8. miejsce listy Billboard Top R&B/Hip-Hop Albums i 55. miejsce listy Billboard 200 z ponad 9 tys. sprzedanych kopii. Album również uzyskał 1. miejsce listy iTunes Hip Hop oraz 2. miejsce listy iTunes. Jak sam twierdził w wywiadach dla Billboard i XXL, "wiedział, że album poradzi sobie dobrze, ale nie spodziewał się aż takiego sukcesu". We wrześniu tego samego roku, Mike wydał mixtape – #SundayStudTape, Vol. 2.
W lipcu 2014 roku Mike podpisał kontrakt z 300 Entertainment, a 7 lipca, Mike wydał swój drugi album studyjny Closer. Album zdobył 1. miejsce na liście Billboard Top Rap Albums i sprzedał ponad 15 tys. kopii. Był to zarówno wytwórni, jak i autora pierwszy przypadek pojawienia się na szczycie tej listy.
Z okazji jego urodzin, 30 października 2015 roku, Mike wypuścił swój minialbum This Isn't The Album.

### 2016–2019:These Days,4THEHOMIESiUhyuready?
12 stycznia 2016 roku Mike wydał These Days – swój trzeci album studyjny. Marcus Stroman, obecny miotacz New York Yankees oraz bliski znajomy Mike'a z czasów gry dla Universytetu Duke, pojawił się jako gościnny występ na tytułowym utworze albumu.
12 listopada 2018 roku Mike wypuścił swój czwarty album 4THEHOMIES i rozpoczął swoją trasę koncertową – Final Mike Stud Tour. Wiele fanów zaczęło myśleć, że to ostatnia trasa koncertowa Mike'a, jednak chodziło jedynie o zmianę pseudonimu scenicznego z „Mike Stud” na „mike.” po zakończeniu trasy.
30 grudnia 2019 roku Mike wydał swój ostatni minialbum pod pseudonimem „Mike Stud” – Uhyuready? pozostawiając fanów w oczekiwaniu na nowy album pod jego nową nazwą „mike.”.

### 2020–2023:the highs.,Why Not Us? i Love,
Od 2020 roku Mike zaczął oficjalnie posługiwać się swoim nowym pseudonimem artystycznym „mike.”, sygnalizując tym samym nowy etap w swojej karierze i życiu osobistym. Jednym z ważniejszych wydarzeń w tym okresie było uruchomienie podcastu „Ya Neva Know: you know what I mean?” w 2019 roku. Podcast szybko zyskał popularność dzięki szczerym rozmowom na temat życia, kariery, zdrowia psychicznego i osobistych przemyśleń Mike'a. Wśród gości podcastu znaleźli się zarówno znani artyści muzyczni, jak i sportowcy oraz inne osoby z branży rozrywkowej.
29 czerwca 2021 roku, Mike oficjalnie ogłosił album the highs., pierwszy z trylogii KEEPGOING składającej się z: the highs., the lows. i the inbetweens.. Album ostatecznie został wydany 23 lipca 2021 roku, debiutując na 56. miejscu listy Billboard 200. Najpopularniejszy utwór albumu – „life got crazy” uzbierał ponad 85 milionów streamingów.
30 grudnia 2022 roku Mike wypuścił swój minialbum Why Not Us? z artystą Skeez, a dwa miesiące później w Walentynki, 13 lutego 2023 roku, EP o nazwie Love, został opublikowany.

### 2024–obecnie:the lows.
11 kwietnia 2024 roku Mike wydał swój drugi album studyjny pod nowym pseudonimem – the lows.. Album w ciągu miesiąca wygenerował ponad 75 milionów odtworzeń na Spotify i osiągnął 3. miejsce na liście Spotify Top Albums Debut USA. Wraz z opublikowaniem nowego albumu, 16 kwietnia 2024 roku, Mike ogłosił trasę koncertową The Upside Down po Stanach Zjednoczonych.

## Dyskografia

### Albumy
- Relief (2013)
- Closer (2014)
- These Days (2016)
- 4TheHomies (2018)
- Uhyuready? (2019)
- the highs. (2021)
- the lows. (2024)

### Mixtape'y
- Click (2012) z Huey Mack
- #SundayStudTape, Vol.2 (2013)
- It's Spring Break, Homie (2015)
- Why Not Us? (2022) z Skeez

### EP
- A Toast to Tommy (2011)
- This Isn't the Album (2015)
- Love, (2023)